# Кафедральный собор Стренгнеса
Кафедральный собор Стренгнеса (швед. Strängnäs domkyrka) — главная церковь диоцеза Стренгнеса. Со времени Реформации является лютеранским собором.

## История
Строительство собора началось примерно в 1260 году и было закончено в 1291 году; в 1300-х и 1400-х годах к зданию были добавлены новые элементы. В 1330 году была завершена основная церковь, а в средние века она была дополнена ризницей, башнями и боковыми хорами. Нынешний купол башни в стиле барокко был построен в 1723 году.
Собор построен в основном из кирпича в характерном скандинавском стиле кирпичной готики. Первоначальная деревянная церковь была построена в начале XII века, на месте, где раньше проводились языческие ритуалы и где миссионер Святой Эскиль был убит в середине XI века. Деревянная церковь не была перестроена из камня и кирпича до 1340 года, когда Стренгнес стал епархией.
Собор содержит смесь декоративных стилей. Неф, алтарь и святилище являются традиционными: высокий триптих занимает всё пространство над главным алтарем в восточной части здания. Тем не менее, две боковые часовни были перестроены в современном стиле, с современными алтарями, абстрактным художественным оформлением и религиозной символикой.

## Погребения
В соборе находятся гробницы короля Швеции Карла IX, Стена Стуре Старшего, Анны Марии Пфальцской и Густава Отто Стенбока. 31 июля 2018 года похоронные регалии (две короны и держава) Карла IX и Кристины Шлезвиг-Гольштейн-Готторпской были украдены среди белого дня, а воры бежали на лодке. В феврале 2019 года было объявлено, что регалии найдены, а вор предстал перед судом.
- Галерея
- Алтарь
- Кафедра
- Эпитафия
- Скульптура Богоматери
- Мемориал Густава Отто Стенбока
- Свод